# Лаколіт

1. Лаколіт 2. Апофіза 3. Батоліт 4. Дайка 5. Сілл
6. Нек 7. Лополіт

Лаколі́т (рос. лакколит, англ. laccolith, laccolite; нім. Lakkolith m) — форма залягання магматичних гірських порід — грибоподібне (паляницеподібне) інтрузивне тіло (інтрузив), що залягає на невеликій глибині. Лаколіти утворюються в результаті інтрузії, коли магма, що проникла у товщу гірських порід, не прориває шари, які залягають вище, а піднімає їх у вигляді купола. Підошва лаколіту залягає майже горизонтально. Лаколіти невеликих розмірів називаються мікролаколітами. Іноді процеси денудації призводять до оголення лаколітів — наприклад, г. Аю-Даг у Криму.